# Don DeFore

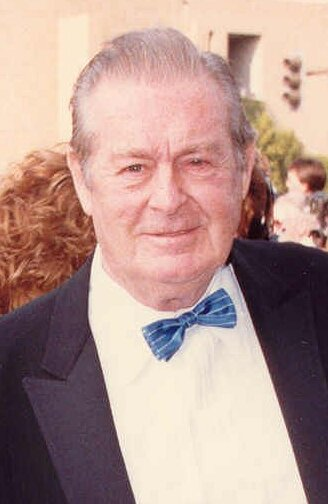
Don DeFore (September 1987)

Donald John DeFore, genannt Don DeFore (* 25. August 1913 in Cedar Rapids, Iowa; † 22. Dezember 1993 in Los Angeles, Kalifornien) war ein US-amerikanischer Film- und Theaterschauspieler.

## Leben

### Kindheit und Jugend
Don DeFore, wie auch seine fünf Geschwister, wuchsen in einfachen Verhältnissen heran. Sein Vater Joseph Ervin DeFore arbeitete als Ingenieur bei der Straßenbahn von Cedar Rapids, seine Mutter, Albina Sylvia Nezerka, war Hausfrau. Nach dem Besuch der Washington High School besuchte DeFore kurzzeitig die University of Iowa, mit dem Berufsziel Rechtsanwalt. Doch nach nicht einmal einem Jahr brach er das Studium ab, um seinen eigentlichen Traumberuf, Schauspieler, anzustreben. Nachdem er in einigen Laiengruppen als Theaterschauspieler durchs Land gezogen war, kam er Mitte der 1930er Jahre nach Hollywood.

### Karriere
Hier bekam er 1936 seine erste kleinere Rolle in Norman Taurogs Filmkomödie Reunion. Nach dem Erhalt eines Stipendiums studierte DeFore drei Jahre lang Schauspiel an einem Theater in Pasadena (Kalifornien) und wurde dort von Oscar Hammerstein II entdeckt. Dieser nahm DeFore 1938 mit nach New York City, wo der Jungschauspieler im November desselben Jahres im Stück Where Do We Go From Here? sein Debüt am Broadway feierte. Nachdem DeFore bis 1940 in zwei weiteren Stücken zu sehen war, konzentrierte er sich auf seine Arbeit bei Film und Fernsehen. Erst im Mai 1951 stand er in Dream Girl erneut, wenngleich zum letzten Mal, auf der Bühne.
DeFore stand in zahlreichen Filmklassikern vor der Kamera, darunter das 1944 produzierte Weltkriegsdrama Dreißig Sekunden über Tokio. Aber auch das Fernsehen hatte bald den Schauspieler für sich entdeckt. So war er zwischen 1952 und 1957 in über 100 Episoden der Sitcom The Adventures of Ozzie & Harriet an der Seite von Ozzie und Ricky Nelson zu sehen. Auch war er zwischen 1961 und 1965 an der Seite von Shirley Booth Hauptdarsteller in der 154 Episoden starken Fernsehserie Hazel. In späteren Jahren war er vor allem als Gastdarsteller in Fernsehserien wie Die Leute von der Shiloh Ranch, Mannix (beide 1970) oder Mord ist ihr Hobby (1986) vor der Kamera präsent.
Neben seiner Karriere als Schauspieler war DeFore auch um den Film an sich bemüht. So war er von 1954 bis 1955 kurzzeitig Präsident der National Academy of Television Arts and Sciences und war so maßgeblich daran beteiligt, dass im März 1955 zum ersten Mal die Verleihung der Emmy Awards im Fernsehen ausgestrahlt wurde. Bei dieser Veranstaltung war er auch für seine Rolle in The Adventures of Ozzie & Harriet ebenfalls für einen Emmy nominiert.

### Privatleben
1957 ging DeFore ins Gastgewerbe und gründete dank der Genehmigung von Walt Disney zusammen mit seinem Bruder Verne auf dem Areal des Disneyland Resort im kalifornischen Anaheim Don DeFore's Silver Banjo Barbecue. Es war das einzige Restaurant auf dem Areal von Disneyland, das autark und nicht von Disney selbst geführt wurde. Allerdings musste es nach nur vier Jahren, 1961, aufgrund der Expansion der anliegenden Disney-Gaststätten geschlossen werden.
Privat zählte der Schauspieler Ronald Reagan zu DeFores besten Freunden, da die beiden in mehreren Filmen gemeinsam vor der Kamera gestanden haben. Daher betätigte DeFore sich als Wahlkampfhelfer Reagans, sowohl bei dessen Wahl zum Gouverneur von Kalifornien, als auch später bei der Wahl Reagans zum Präsidenten der Vereinigten Staaten. Nach Reagans Wahl zum Gouverneur von Kalifornien im November 1966 soll DeFore gesagt haben: This is a great night for actors! (dt.: Das ist eine großartige Nacht für Schauspieler!)
Don DeFore war von Februar 1942 bis zu seinem Tod mit Marion Holmes DeFore verheiratet, einer Frau mit schwedischen Vorfahren. Auf der Hochzeit war die Schauspielerin Judy Garland Trauzeugin von DeFores Ehefrau. Das Paar bekam fünf Kinder, drei Töchter und zwei Söhne. DeFores Enkelsohn, Sean Welch, der Sohn von DeFores ältester Tochter Penny DeFore, war 2003 für den Film Spellbound für den Oscar in der Kategorie Bester Dokumentarfilm nominiert.
Don DeFore wurde 80 Jahre alt und starb im Dezember 1993 infolge eines Herzinfarkts. Sein Grab befindet sich auf dem Westwood Village Memorial Park Cemetery.

## Filmografie (Auswahl)
- 1936: Reunion
- 1937: Kid Galahad – Mit harten Fäusten (Kid Galahad)
- 1941: We Go Fast
- 1942: Winning Your Wings (Dokumentarfilm)
- 1942: Thema: Der Mann (The Male Animal)
- 1943: Kampf in den Wolken (A Guy Named Joe)
- 1943: Und das Leben geht weiter (The Human Comedy)
- 1944: Dreißig Sekunden über Tokio (Thirty Seconds over Tokyo)
- 1945: Oh, Susanne! (The Affairs of Susan)
- 1947: Die Farm der Gehetzten (Ramrod)
- 1947: Ein Leben wie ein Millionär (It Happened on 5th Avenue)
- 1948: Zaubernächte in Rio (Romance on the High Seas)
- 1949: Der blonde Tiger (Too Late for Tears)
- 1950: Stadt im Dunkel (Dark City)
- 1950: Unter Einsatz des Lebens (Southside 1-1000)
- 1952: Schrecken der Division (Jumping Jacks)
- 1952–1957: The Adventures of Ozzie and Harriet (Fernsehserie, 117 Folgen)
- 1957: Der Engel mit den blutigen Flügeln (Battle Hymn)
- 1958: Zeit zu leben und Zeit zu sterben (A Time to Love and a Time to Die)
- 1960: So eine Affäre (The Facts of Life)
- 1961–1965: Hazel (Fernsehserie, 125 Folgen)
- 1969: Meine drei Söhne (My Three Sons; Fernsehserie, 1 Folge)
- 1970: Mannix (Fernsehserie, 1 Folge)
- 1970: Die Leute von der Shiloh Ranch (The Virginan; Fernsehserie, 1 Folge)
- 1978: Love Boat (Fernsehserie, 1 Folge)
- 1978: Fantasy Island (Fernsehserie, 1 Folge)
- 1983: Matt Houston (Fernsehserie, 1 Folge)
- 1984: Die Entführung (Rare Breed)
- 1986: Mord ist ihr Hobby (Murder, She Wrote) (Fernsehserie, 1 Folge)
- 1987: Chefarzt Dr. Westphall (St. Elsewhere) (Fernsehserie, 1 Folge)

## Auszeichnungen
- 1955: Emmy-Nominierung, als Bester Nebendarsteller in einer Fernsehserie, für: The Adventures of Ozzie & Harriet
- Stern am Hollywood Walk of Fame
- Ehrenbürgermeister von Brentwood (Los Angeles)